# JAWS Viper
Viper je polavtomatska pištola, ki je nastala v sodelovanju ameriškega podjetja Wildey Guns in  jordanskega biroja za raziskave in razvoj kralja Abdullaha (Jordan King Abdullah Design and Development Bureau (KADDB)). Koncesijo za serijsko proizvodnjo pa je dobilo podjetje Jordan Arms & Weapon System.

## Zgodovina
Pištola je nastala zaradi potreb jordanske kopenske vojske po pištoli lastne proizvodnje leta 2003 in je bila sprva namenjena samo za potrebe lastnih oboroženih sil, kasneje pa so jo Jordanci ponudili tudi tujim ljubiteljem orožja, predvsem v ZDA.

## Opis
Viper je izdelan iz nerjavečega jekla (cev in zaklep sta pri vseh modelih iz tega materiala), obstajajo pa tudi izvedbe ogrodja iz aluminijskih legur. Navzven je zelo podoben modelom orožarske tovarne Smith & Wesson, ki imajo na podoben način rešeno varovanje udarne igle. Za to je poskrbljeno z varovalko za varno spuščanje kladivca, ki je dosegljiva z obeh strani (tako imenovanim »dekokerjem«), in je nameščena na zadnjem delu zaklepišča. Deluje na principu kratkega trzanja z rotacijo cevi (podobno kot Beretta 8000). Pomik zaklepa v zadnji položaj ustavi cev, ki v posebnih žlebovih opravi rotacijo, na sredini poti, zaklep pa nadaljuje pot nazaj in izvrže prazen tulec ter na poti nazaj vstavi v cev nov naboj. Na vseh modelih so prednji merki fiksni, zadnji pa nastavljivi. Prav tako so vsi modeli opremljeni z gumiranimi oblogami ročaja, ki jih je moč hitro zamenjati brez dodatnega orodja. Pištola je na voljo v treh kalibrih; 9 mm Luger, .40 S&W in .45 ACP.
Trenutno je Viper v službeni uporabi le v enotah jordanske policije in kopenske vojske.